# Vicente Carlos Kiaziku
Vicente Carlos Kiaziku OFMCap (* 28. Juni 1957 in Kimacaka-Bamba) ist ein angolanischer Geistlicher und Bischof von Mbanza Congo.

## Leben
Vicente Carlos Kiaziku trat der Ordensgemeinschaft der Kapuziner bei, legte die Profess am 28. September 1975 ab und empfing am 2. Juni 1985 die Priesterweihe.
Papst Benedikt XVI. ernannte ihn am 5. Januar 2009 zum Bischof von Mbanza Congo. Die Bischofsweihe spendete ihm der Weihbischof in Luanda, Anastácio Cahango OFMCap, am 8. März desselben Jahres; Mitkonsekratoren waren Giovanni Angelo Becciu, Apostolischer Nuntius in Angola und auf São Tomé und Príncipe, und Filomeno do Nascimento Vieira Dias, Bischof von Cabinda. 